# Arthur et les Enfants de la Table ronde
Arthur et les Enfants de la Table ronde est une série télévisée d'animation par ordinateur française créée par Jean-Luc François et diffusée sur Télétoon+ à partir du 3 septembre 2018,,,.
Au Québec, la série est diffusée à partir du 15 septembre 2018 sur ICI Radio-Canada Télé,.

## Synopsis
Cette série raconte avec humour les aventures du jeune Arthur, futur roi de Bretagne, et de ses jeunes compagnons qui forment ensemble les « Enfants de la Table ronde ». Arthur et ses amis affrontent dragons, magiciens, et autres adversaires de l'imaginaire Arthurien pour protéger Camelot, l’épée Excalibur et le roi Uther.
On retrouve aussi les personnages de Merlin et Uther Pendragon.

## Fiche technique
Sauf indication contraire, les informations mentionnées dans cette section peuvent être confirmées par les bases de données cinématographiques IMDb et Allociné,  présentes dans la section « Liens externes ».
- Titre : Arthur et les Enfants de la Table ronde
- Création : Jean-Luc François
- Réalisation : Jean-Luc François (saisons 1 et 2), Bernard Ling, Régis Didry (saison 2)
- Bible littéraire : Isabelle Huchet-Castel d’après l’univers créé par Éric-Paul Marais
- Bible graphique : Fernando Lira
- Musique : Guillaume Poyet
- Sociétés de production : Blue Spirit Productions
  - Co-production : Télétoon+, Telepool, ARD SWR, Canal+ Family
- Pays d'origine :  France
- Langue originale : français
- Format : couleur - HDTV (1080i) - 16/9 - Dolby Digital
- Genre : comédie
- Nombre de saisons : 2
- Nombre d'épisodes : 100 + 3 spéciaux
- Durée : 11 minutes ;  22 minutes (ép. spéciaux)
- Dates de première diffusion :
  - France : 3 septembre 2018
  - Québec : 15 septembre 2018

## Distribution
Sauf indication contraire, les informations mentionnées dans cette section peuvent être confirmées par les bases de données cinématographiques IMDb et Allociné,  présentes dans la section « Liens externes ».
- Julien Crampon : Arthur
- Diane Dassigny : Morgause
- Benjamin Bollen : Gauvain
- Emmanuel Garijo : Tristan
- Michel Elias : Merlin
- Kaycie Chase : Guenièvre
- Benjamin Pascal : Mordred
- Audrey Sablé : Morgane
- Bernard Bollet
- Patrice Baudrier
- Jeanne Chartier
- Bruno Magne
- Martial Le Minoux
- Caroline Combes
- Jean-Luc François
- David Krüger
- Antoine Lelandais
- Eric Peter
- Jérémy Prévost
- Frédéric Souterelle
- Sébastien Perez
- Caroline Mozzone

Doublage réalisé par ; direction artistique : Martial Le Minoux